# Hermann Uhde (Sänger)
Hermann Uhde (* 20. Juli 1914 in Bremen; † 10. Oktober 1965 in Kopenhagen) war ein deutscher Opernsänger (Bassbariton).

## Leben
Uhde absolvierte seine Gesangsausbildung bei dem Bariton Philipp Kraus in Bremen. Sein Bühnendebüt erfolgte 1936 am Stadttheater Bremen. Weitere Engagements als Basssänger führten ihn von 1938 bis 1940 nach Freiburg im Breisgau, dann im Zweiten Weltkrieg von 1940 bis 1942 an die Bayerische Staatsoper in München und von 1942 bis 1944 an die deutsche Oper in den Haag. Dort begann er auch Bariton-Partien zu singen.
Von 1947 bis 1948 trat er am Staatstheater Hannover auf, von 1948 bis 1950 an der Hamburgischen Staatsoper, von 1950 bis 1951 an der Wiener Staatsoper, von 1951 bis 1956 wieder an der Bayerischen Staatsoper München und von 1956 bis 1957 an der Stuttgarter Staatsoper. 1957 wurde er Mitglied der Wiener Staatsoper, 1961 auch Mitglied der neueröffneten Deutschen Oper Berlin.
Ab 1949 gastierte er bei den Salzburger Festspielen und ab 1951 bei den Bayreuther Festspielen und zwar 1951 bis 1953 als Klingsor im Parsifal, 1953/1954 als Telramund im Lohengrin, 1951 bis 1957 als Gunther, 1952 als Melot im Tristan, 1953 als Donner und 1952 bzw. 1960 als Wotan/Wanderer im Ring des Nibelungen sowie 1955/56 als Holländer im Fliegenden Holländer.
Es folgten 1959 weitere Gastspiele an der Grand Opéra von Paris, an der Oper von Rom und an vielen weiteren großen Theatern der Welt. Er sang von 1955 bis 1961 und 1964 an der Metropolitan Opera.
Weiterhin gastierte in den Jahren 1954 bis 1960 am Royal Opera House Covent Garden in London.
Uhde starb auf der Bühne der Königlichen Oper Kopenhagen an einem Herzinfarkt während eines Gastspiels der Oper Kiel bei einer Aufführung von Faust III des dänischen Komponisten Niels Viggo Bentzon. Beigesetzt wurde er auf dem Friedhof von Peretshofen (Dietramszell).
Dank seiner „metallisch scharfen“ Stimme und seiner klaren Diktion glänzte er besonders als Wagner-Interpret, so als Klingsor, Wotan, Gunther, Telramund und fliegender Holländer. Aber er war auch erfolgreicher Interpret von Beethoven, Gounod, Strauss und Verdi.

## Diskografie
- 1951: Parsifal – Klingsor, Hans Knappertsbusch
- 1951: Das Rheingold – Wotan, Joseph Keilberth
- 1951: Götterdämmerung – Gunther, Hans Knappertsbusch
- 1953: Götterdämmerung – Gunther, Clemens Krauss
- 1953: Lohengrin – Telramund, Joseph Keilberth
- 1955: Götterdämmerung – Gunther, Joseph Keilberth
- 1955: Der fliegende Holländer – Holländer, Hans Knappertsbusch
- 1960: Das Rheingold – Wotan, Rudolf Kempe
- 1960: Siegfried – Der Wanderer

### Hörbeispiele
- Richard Strauss: Die ägyptische Helena – 1. Akt (MP3; 32,0 MB)
- Richard Strauss: Die ägyptische Helena – 2. Akt (MP3; 33,6 MB)

| Personendaten    | Personendaten                       |
| ---------------- | ----------------------------------- |
| NAME             | Uhde, Hermann                       |
| KURZBESCHREIBUNG | deutscher Opernsänger (Bassbariton) |
| GEBURTSDATUM     | 20. Juli 1914                       |
| GEBURTSORT       | Bremen                              |
| STERBEDATUM      | 10. Oktober 1965                    |
| STERBEORT        | Kopenhagen                          |